# Église Saint-Jean de Saint-Étienne-de-Fursac
L'église Saint-Jean est une église catholique située à Paulhac, village de Saint-Étienne-de-Fursac, en France. Une chapelle Saint-Fiacre lui est accolée.

## Localisation
L'église est située dans le département français de la Creuse, sur la commune de Saint-Étienne-de-Fursac.

## Historique
Paulhac est une ancienne paroisse fondée par les Templiers, partie intégrante de la commanderie de Paulhac , devenue hospitalière après la dévolution des biens de l'ordre du Temple. Elle faisait alors partie du grand prieuré d'Auvergne.
L'édifice est classé au titre des monuments historiques en 1938.